# Anglo-barmské války
Anglo-barmské války představovaly ozbrojené konflikty Velké Británie proti Barmě. Jednalo se o tři války, první v letech 1824–1826, druhou 1852–1853 a třetí v roce 1885–1886. Jejich důsledkem byla britská koloniální nádvláda v Barmě.

## Nástin událostí

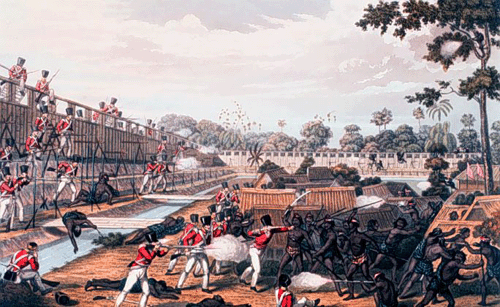
Britský útok v Barmě (1824).

Barma znamenala pro britské expanzivní plány směrem do Jihovýchodní Asie a Číny geopoliticky významný prostor. Poté, co v centrální Indii proběhlo úspěšné povstání Maráthů v roce 1818, namířené proti britské nadvládě, vzrostl zájem Východoindické společnosti o východní hranici Indie, kde nabývala na síle Barmská říše, která dokonce dokázala získat dvě indická knížectví Ásamu a Manipúru. Představovala tak potenciální hrozbu.
V první anglo-barmské válce došlo 5. března 1824 k útoku britských vojsk Východoindické společnosti do Barmy a k následnému obsazení Arakánu a Tenasserímu. Hlavní město Rangún padlo 10. května 1824. K podepsání mírové smlouvy z Yandabu došlo 24. února 1826. Tím si Velká Británie přivlastnila indická knížectví obsazené Barmou, ale také Arakán a Tenasserím. Rangún se stal místem pobytu britského rezidenta a Britové měli dovoleno na obsazeném území svobodně obchodovat.
Roku 1852 došlo ze strany generálního guvernéra Indie lorda Dalhousie k ohrazení vůči Barmě. Stěžoval si na špatné zacházení s britskými obchodníky a rozhodl se zahájit druhou anglo-barmskou válku. Sbory Východoindické společnosti velmi efektivně a v krátkém časovém úseku obsadily barmskou provincii Pegu (dnešní Bago, tedy Rangún s deltou Iravádí), což znamenalo kontrolu nad všemi barmskými obchodními aktivitami. Formálně nezávislou až do roku 1885 zůstala Horní Barma.
V roce 1885 došlo k britské anexi Horní Barmy, tj. třetí anglo-barmské válce, s cílem zamezit francouzskému pronikání, které sem směřovalo z Indočíny. Celá akce Britů trvala jen 10 dnů, ovšem pokořit a kontrolovat sever Barmy byl úkol, který se podařilo naplnit až za dalších pět let, přičemž britské vojsko ztratilo na 40 000 vojáků. Tak byla vytvořena i přes odpor Barmánců indická provincie.